# Studnia w Krasnopolu
Studnia w Krasnopolu – studnia znajdująca się we wsi Krasnopol w woj. podlaskim. Do rejestru zabytków wpisane jest zadaszenie studni (nr 49 z 9.02.1980).
Krasnopol został założony w 1770. W tym czasie utworzono w miejscowości pięć studni, z których do czasów współczesnych zachowała się studnia na Rynku u zbiegu ulic Wojska Polskiego i Sienkiewicza. W 1941 lub 1943 został przez Niemców wybudowany drewniany daszek, wpisany do rejestru zabytków w 1980. Daszek został zrekonstruowany w latach 80. XX wieku.. Kolejny jego remont, podczas którego wykonano daszek z wióra ze zdobieniami nawiązującymi do zdobień ludowych, miał miejsce w 2014.

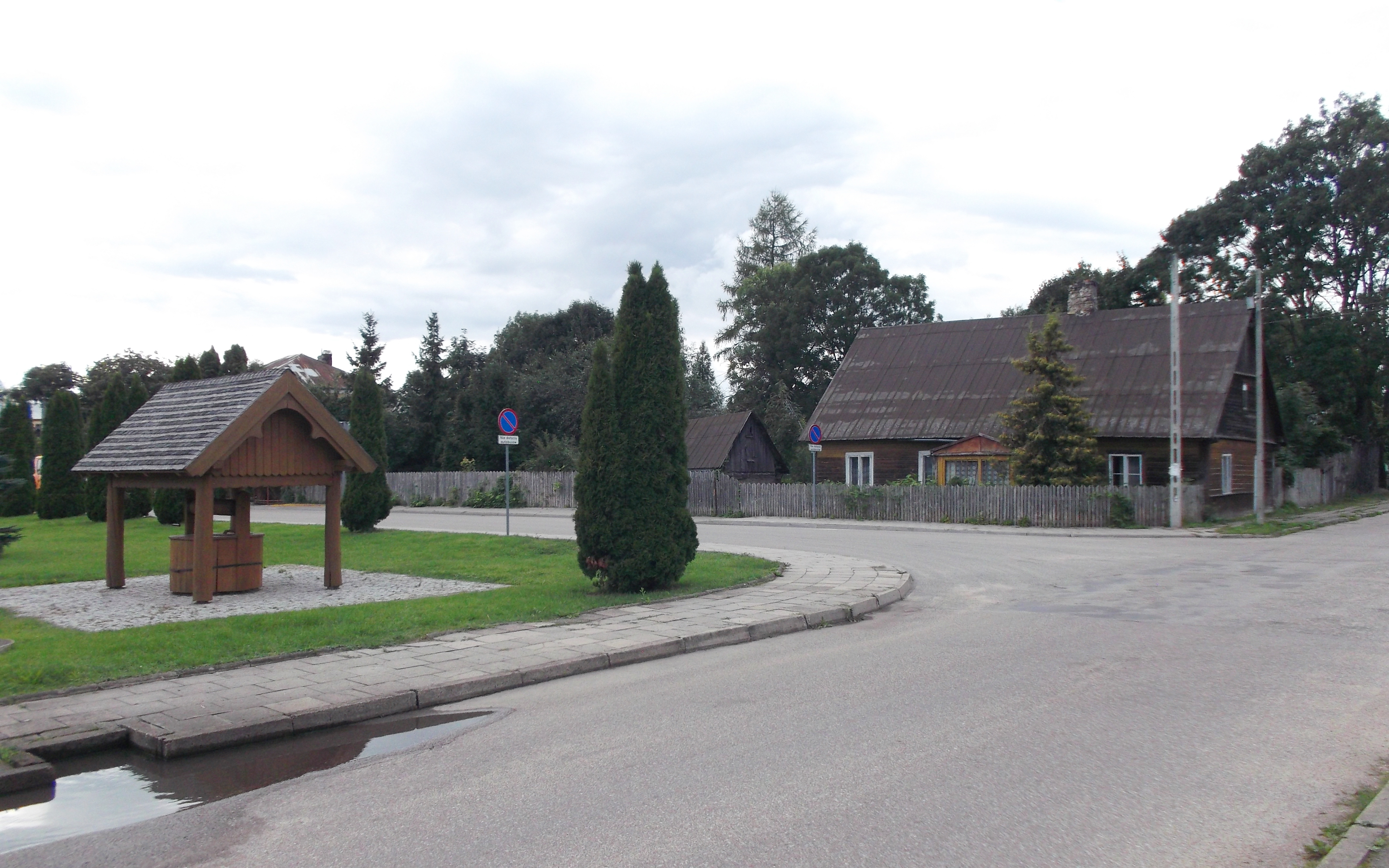
Po lewej – studnia po remoncie (stan w 2018)
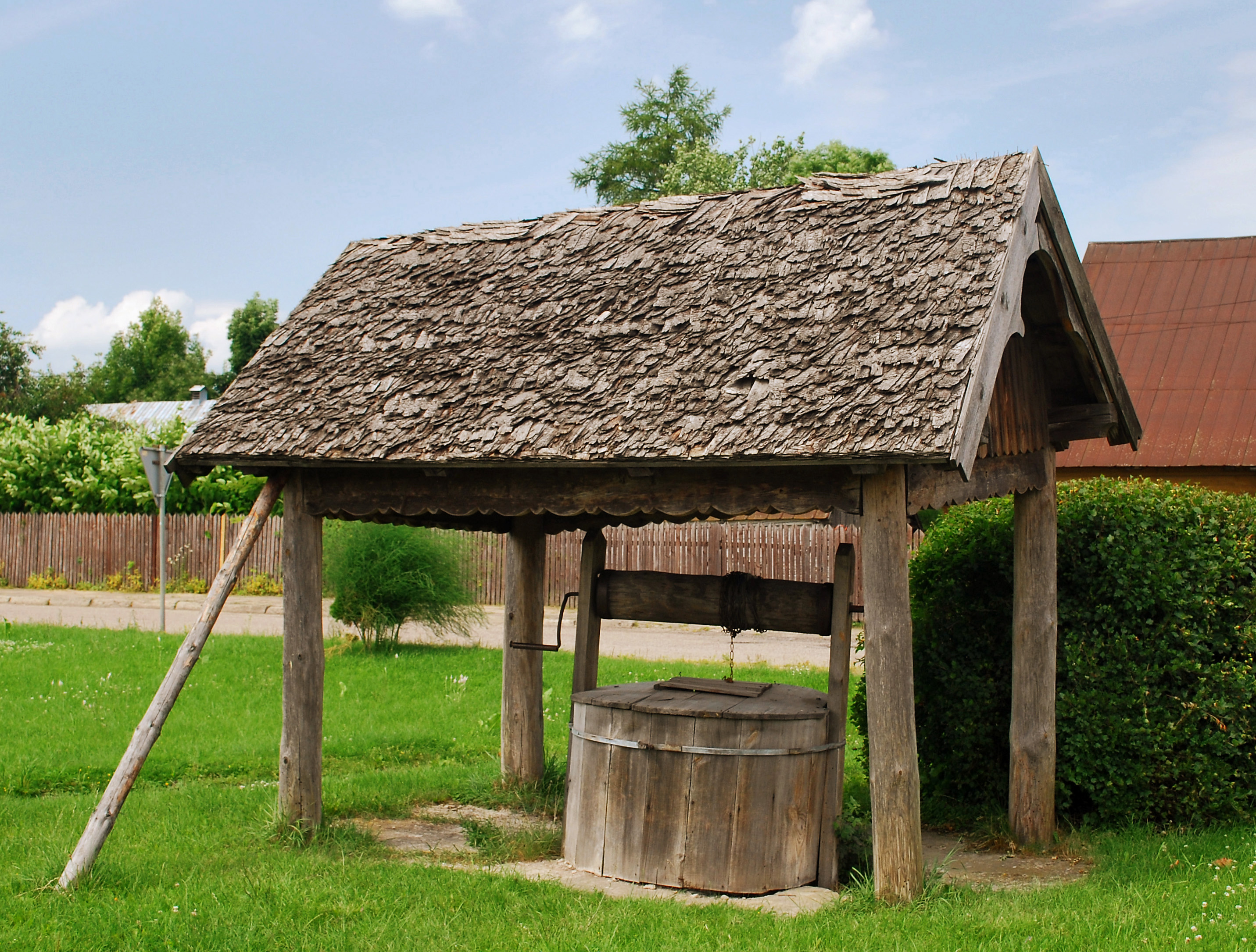
Studnia przed remontem (stan w 2009)